# Jobst Brauns
Jobst Brauns (* um 1570 in Goslar; † 1646 ebenda) war Generalmünzwardein des Niedersächsischen Reichskreises.

## Familie
Brauns war Sohn des Jobst Brauns (* um 1540) und Bruder des späteren Münzwardeins Henning Brauns (* um 1575; † 1638).
In erster Ehe war er ab 1595 mit Elisabeth Brüning (* um 1575 in Goslar; † um 1612 ebenda) verheiratet, der Tochter des 1585 zum Generalmünzwardein des Niedersächsischen Kreises bestellten Stephan Brüning (* 1546; † 1613). Dieser wurde nach dem Beschluss von Herzog Heinrich Julius zu Braunschweig-Lüneburg im Jahre 1601 als Wardein für die neu zu errichtende Münzstätte in der Bergstadt Zellerfeld berufen. Sie hatten eine Tochter Anna Leve Brauns (* um 1600 in Goslar; † 1645 ebenda), die sich 1618 mit Christoph Schmid vermählte.
Ab 1615 war Jobst Brauns in zweiter Ehe mit Margarete von Uslar (* um 1590 in Goslar), der Tochter des fürstlich braunschweigischen Zehntners zu Goslar, Werner von Uslar (* um 1550; † 1623), verheiratet. Aus der Ehe gingen fünf Kinder hervor. Der älteste Sohn war Henning Hans Brauns (* 1618; † 1690), Münzwardein der Städte Hildesheim und Hameln, sowie Münzmeister in Goslar.

## Leben
Der in Goslar geborene Jobst Brauns war ein talentierter Goldschmied, der unter anderem Stöcke und Eisen zur Münzprägung fertigte. In einem Bericht vom 27. März 1598 bat Johann von Beckstein den Grafen Simon VII., dass die alten Münzstempel zur Goslarer Prägung von Jobst Brauns überarbeitet werden sollen. Diese Bitte wurde vom fürstlich Braunschweigischen Oberverwalter zu Goslar Stephan Brüning sehr unterstützt. Jobst Brauns Schwiegervater ermöglichte ihm auch, dass er nach dem Tod von Adrian Reimers die Stelle 1601 als Münzwardein in Hildesheim erhielt. In Hildesheim wurde erst kurz zuvor die Wiederherstellung der Goldgulden durch Münzmeister Christoph Diess trotz eines am 11. Mai 1594 erteilten Verbotes des Kreisrates zu Lüneburg aufgenommen. Durch die unrechtmäßige Prägung wurde Jobst Brauns nicht vereidigt, und Münzmeister Diess wurde entlassen. Doch auf Druck vom Bürgermeister Joachim Brandis und der gestellten Kaution wurde die Wiederaufnahme das Münzrechtes erwirkt und ein neuer Münzmeister namens Henning Hans mit dem Wardein Jobst Brauns am 7. Mai 1602 vorgestellt.
Nach dem Tod seines Schwiegervaters 1613 übernahm Jobst Brauns die Position des Wardeins in Zellerfeld. Kurz danach wurde er auch in das Amt des Generalmünzwardeins des Niedersächsischen Kreises eingeführt. In einem Visitationsbericht vom 6. Juni 1615 berichtet Jobst Brauns, dass die abgenützten Stempel für die Lauenburger Goldgulden erneuert werden sollten.
Am 22. September 1619 stellte Graf Simon VII. den niederrheinisch-westfälischen Kreisrat Jobst Brauns als neuen Wardein in Höxter vor. Er ersetze den zurückgetretenen Wardein Henning Brauns und war der erste heimische Wardein, der die lippischen Münzen probierte. Durch das neue Amt schaffte er seine Arbeit als Wardein in Zellerfeld nicht und wurde unter dem Münzmeister Hans Laffers knapp ein Jahr später im Juni 1620 wegen Unfleißes dem Amt entbunden und an seiner Stelle Reinhard Rörich bestellt.
Als Generalwardein erstellte er Visitationsberichte, in denen er beispielsweise im Mai 1625 feststellte, dass der Herzog zu Braunschweig in Harburg ganze, halbe und Ortsthaler prägen ließ.
Im Jahre 1681 konnte sein Enkel Christoph Henning Schlüter das Amt des Generalmünzwardeins des Niedersächsischen Kreises übernehmen. Christoph Henning Schlüter ist der Neffe von Münzmeister Henning Schlüter aus Goslar.